# 蛙鼠之戰
《蛙鼠之戰》是一部古希臘史詩，描寫青蛙和老鼠之間的戰爭，為荷馬史詩《伊利亞德》的戲仿作:21。
亞里斯多德將《蛙鼠之戰》當作是荷馬的作品，但有現代學者認為它是亞歷山大大帝時代的作品。
17世紀英國詩人喬治·查普曼將《蛙鼠之戰》譯為英文。

## 情節簡介
蛙王載鼠王渡過池塘時遇見一條水蛇，蛙王為保命而潛水逃走，鼠王卻溺水身亡。老鼠們認為蛙王是蓄意謀害鼠王，於是集結軍隊欲向蛙王復仇。宙斯和雅典娜等天上眾神為了該支持哪一方而爭執不休，最終決定不介入。老鼠在戰鬥中獲勝，為了不讓青蛙被徹底消滅，宙斯派出了螃蟹大軍，老鼠敵不過螃蟹便只好撤退。。